# Poecilopsyche duhchasana
Poecilopsyche duhchasana är en nattsländeart som beskrevs av Schmid 1968. Poecilopsyche duhchasana ingår i släktet Poecilopsyche och familjen långhornssländor. Inga underarter finns listade i Catalogue of Life.